# 하성초등학교 (경남)
하성초등학교는 대한민국 경상남도 거창군 웅양면 웅양로 2309 (한기리)에 있었던 초등학교이다.

## 연혁
- 1939.03.01 웅양제2공립심상소학교 설립인가
- 1939.04.20 웅양제2공립심상소학교 개교
- 1941.04.01 웅양제2공립국민학교로 개칭
- 1945.12.31 적화국민학교로 개칭
- 1996.03.01 웅양초등학교로 통폐합